# Henkel-Laboratorien
Die Henkel-Laboratorien auf dem Werksareal Henkelstraße 67 in Düsseldorf-Holthausen wurden von 1959 bis 1961 für die Firma Henkel + Cie GmbH auf einem dreihüftigen Grundriss erbaut.

## Beschreibung
Es ist eine Stahlbetonkonstruktion, die äußerlich sparsam verblendet wurde. Eine horizontale Gliederung wird durch die designartig angeordneten großzügigen Aluminiumfenster erreicht. Unterstrichen wird die horizontale Betonung durch vorgehängte Fluchtbalkone aus Stahl, die den Fenstern vorgestellt wurden.
Zwei gleich konzipierte Gebäude werden durch einen gemeinsamen Festpunkt miteinander verbunden. Dieser enthält Aufzüge, Treppe und Toiletten. An der Fassade wurden die Laboratorien und Büros angereiht, im Inneren befinden sich die Studios und Nebenräume.